# Anton Pichler
Anton Pichler (Weiz, 14 ottobre 1955) è un ex calciatore austriaco, di ruolo difensore.

## Carriera

### Club
Ha giocato nella prima divisione austriaca.
In carriera ha giocato complessivamente 5 partite in Coppa delle Coppe UEFA e 15 partite in Coppa UEFA.

### Nazionale
Ha partecipato ai Mondiali del 1982.